# Hans Fischer
Hans Fischer (ur. 27 lipca 1881 w Höchst am Main, zm. 31 marca 1945 w Monachium) – niemiecki chemik, profesor chemii lekarskiej Uniwersytetu w Innsbrucku (1916–1919) i Uniwersytetu Wiedeńskiego (1919–1921) oraz chemii organicznej Politechniki w Monachium (od 1921). W 1936 Uniwersytet Harvarda nadał mu tytuł doktora honoris causa.
Prace badawczesynteza hemoglobiny (heminy) (1919) i bilirubiny (1931), ostateczne wyjaśnienie budowy chlorofilu, systematyka barwników grupy pirolu. Nagroda Nobla w zakresie chemii w roku 1930.